# Aeroflot
Aeroflot - Russian Airlines (Russisch: ОАО «Аэрофлот - Российские авиалинии») is de grootste luchtvaartmaatschappij van Rusland. In de tijd van de Sovjet-Unie was Aeroflot tevens de grootste luchtvaartmaatschappij ter wereld, op haar hoogtepunt in 1991 bestond de vloot van Aeroflot uit 3000 vliegtuigen. Het uiteenvallen van de Sovjet-Unie had negatieve gevolgen; de luchtvaartmaatschappij werd opgesplitst in tientallen kleinere maatschappijen, waarvan velen nadien failliet zijn gegaan. Eind 2023 telde de Aeroflot-vloot 171 vliegtuigen en vloog de maatschappij naar 159 bestemmingen. De Russische staat is grootaandeelhouder met 73,8% van de aandelen per eind 2023.

## Geschiedenis
In 1921, kort na het einde van de Russische Burgeroorlog, richtte de overheid een aparte organisatie op voor het luchtverkeer. Op 9 februari 1923 werd voor binnenlandse diensten Dobroljot opgericht. De eerste vlucht vond plaats op 15 juli 1923 tussen de steden Moskou en Nizhni Novgorod. In 1930 werd de naam veranderd in GVF (Grazjdanski vozdoesjny flot, "Burgerluchtvloot"), en in 1932 in Aeroflot.
In de huidige vorm bestaat het bedrijf pas sinds 1994 toen het bedrijf geprivatiseerd werd en de nieuwe naam: Aeroflot - Russian International Airlines kreeg. De Russische staat heeft nog wel een meerderheidsbelang (51% van de aandelen); slechts 7% van de aandelen worden ter beurze verhandeld. In 2000 werd de naam veranderd in Aeroflot - Russian Airlines en in dat jaar werden 5.100.900 passagiers en 107.000 ton vracht vervoerd.
Donavia werd op 13 april 2000 in de Aeroflot Groep opgenomen en Nordavia op 8 oktober 2004.
In 2002 vloog de onderneming nog met negen vliegtuigtypen; een mix van Russische en Boeing en Airbus vliegtuigen. De modernisering van de vloot is met kracht doorgezet en in 2010 was het aantal vliegtuigtypen teruggebracht naar vier; de Airbus A320, Airbus A330, Boeing 767 en Iljoesjin Il-96. In hetzelfde jaar had de vloot een gemiddelde leeftijd van vijf jaar.
Vanaf april 2006 maakt Aeroflot onderdeel uit van SkyTeam, een alliantie van samenwerkende luchtvaartmaatschappijen waarvan ook KLM een deelnemer is. In oktober 2006 werd een dochter Aeroflot Cargo opgericht voor het vervoer van luchtvracht. Na de Russische inval in Oekraïne is de samenwerking van Aeroflot en SkyTeam tijdelijk stopgezet.
Luchthaven Sjeremetjevo bij Moskou is de thuishaven van Aeroflot.
In 2010 heeft de Russische overheid, de meerderheidsaandeelhouder van Aeroflot met 51,7% van de aandelen besloten de groep uit te breiden. Een zestal andere lokale luchtvaartmaatschappijen in staatshanden gingen in Aeroflot op, namelijk: Rossija, Kavminvodyavia en Orenburg Airlines en drie - relatief kleine - maatschappijen bekend onder de namen Vladivostok avia, Saratov Airlines en Sakhalin Airways.  Eind 2011 werd de integratie van deze zes maatschappijen binnen de groep gerealiseerd.
In september 2015 zou Aeroflot het noodlijdende Transaero overnemen. Transaero werd in 1991 opgericht en is na Aeroflot de grootste luchtvaartmaatschappij van Rusland. In 2014 vervoerde het zo'n 13 miljoen passagiers. Als gevolg van de crisis leed het bedrijf zware verliezen waarmee de continuïteit in gevaar kwam, ondanks 9 miljard roebel staatssteun in 2014. Aeroflot zou 75% van de aandelen overnemen voor het symbolische bedrag van 1 roebel. Begin oktober werd bekend dat de overname door Aeroflot niet doorgaat. Voor Transaero is faillissement aangevraagd.
In oktober 2020 gaf Aeroflot nieuwe aandelen uit waarmee 80 miljard roebel werd opgehaald. Het aantal uitstaande aandelen verdubbelde ruimschoot van 1,1 miljard naar 2,4 miljard stuks. Na deze emissie steeg het aandelenbelang van de Russische staat naar 57,3% en daalde de free float naar 40,7%.
In december 2020 verkocht Aeroflot het belang in Aurora Airlines. Aurora is vooral actief in het oosten van Rusland en had een vloot van 10 Airbus A319s en een tiental turboprops, voornamelijk Bombardier Dash 8 modellen. In 2019 vloog de maatschappij nog zo'n 1,7 miljoen passagiers. Aeroflot had een aandelenbelang van 51% en verkocht het hele pakket voor 1 roebel aan de Sakhalin Region Development Corporation. Er bestaan nog altijd commerciële afspraken met Aurora Airlines.
Na de Russische invasie in Oekraïne in februari 2022 werd het Russische luchtvaartmaatschappijen, waaronder Aeroflot, verboden om in het luchtruim van een groot aantal landen te vliegen. Aeroflot werd gedwongen een groot deel van de vluchten naar internationale bestemmingen te staken. Verder werd de levering van onderdelen en onderhoudsdiensten voor vliegtuigen van Airbus en Boeing aan embargo’s onderhevig. Tot slot werd het gebruik van internationale reserverings- en distributieststemen voor tickets aan banden gelegd. In reactie heeft Aeroflot het gebruik van Russische reserveringssystemen geïntensiveerd en de koop van onderdelen via officieuze kanalen, zoals bedrijven gevestigd in landen die niet aan de sancties meedoen, opgevoerd. Verder heeft de maatschappij orders geplaatst voor toestellen van Russische makelij. In september 2023 betaalde Aeroflot US$ 645 miljoen om geleasede vliegtuigen en motoren te kopen van de leasemaatschappij AerCap.

## Operationele gegevens
In de Sovjetperiode bereikte het luchtvaartverkeer een maximum van 90,8 miljoen passagiers in 1990. Het uiteenvallen van de Sovjet-Unie leidde tot een dramatische daling van het luchtverkeer. In 1999 was dit gedaald tot iets meer dan 20 miljoen. Naast de opsplitsing, waren de verminderde economische activiteit en het wegvallen van subsidies aan de luchtvaartindustrie belangrijke oorzaken van deze daling. In 2010 lag het aantal passagiers in Rusland op 57 miljoen, waarvan 60% op internationale bestemmingen. In 1990 was het verkeer bijna uitsluitend nationaal, dat wil zeggen binnen de Sovjet-Unie.

### Aeroflot Group
In 2023 bestaat de Aeroflot Group uit Aeroflot, Rossiya Airlines (75% van de aandelen - 1 aandeel) en Pobeda Airlines (100%). Pobeda is de lagekostenluchtvaartmaatschappij van de groep. Verder heeft de groep nog belangen in andere bedrijven actief in het vliegtuigonderhoud, catering en opleidingen. In 2023 vervoerde de groep 47,3 miljoen passagiers waarvan 54,7% door Aeroflot, 19,6% door Rossiya en 25,7% door Pobeda. Per jaareinde 2023 telde de groep 31.500 medewerkers.
In 2011 had de Group een marktaandeel van ongeveer 25%; het aandeel voor internationale passagiers lag iets hoger op 29% en voor binnenlandse passagiers iets lager op 23%. In totaal werden 14 miljoen passagiers vervoerd, dat is meer dan het dubbele van Transaero, de nummer twee op de Russische ranglijst met 6,6 miljoen passagiers.
In 2015 was het marktaandeel gestegen tot bijna 37% en vervoerde de Group 39 miljoen passagiers, waarvan 60% op binnenlandse vluchten. Transaero en S7 volgden met een marktaandeel van elk zo'n 10%. Na het faillissement van Transearo is het marktaandeel van de Aeroflot Group gestegen naar zo'n 40%.
In 2023 was het marktaandeel van de Group 38,5% en van Aeroflot 21,1%. Er werden 47,3 miljoen passagiers vervoerd, waarvan 9,6 miljoen van en naar internationale bestemmingen. Nummer twee was S7 met een marktaandeel van 12,5% gevolgd door Ural Airlines met 7,7%. Het marktaandeel van de Group voor binnenlandse vluchten was 45,5% en 23,8% voor internationale vluchten.
Sinds 2006 heeft de Aeroflot Group goede financiële resultaten behaald. In 2008 en 2009 daalde de winst sterk door de kredietcrisis hetgeen ook een negatief effect had op de Russische economie en het passagiersvolume. De sterke groei in 2012 is vooral het gevolg van de overname van de zes lokale luchtvaartmaatschappijen. In 2014 stonden de resultaten onder druk door de afname van de economische groei en westerse sancties. Verder heeft de depreciatie van de roebel ten opzichte van de dollar tot extra financiële lasten geleid. Met ingang van 2017 rapporteert Aeroflot Group de resultaten in Russische roebels, maar in de tabel hieronder zijn deze omgerekend in dollars op basis van de gemiddelde wisselkoers van het betreffende jaar. De coronapandemie leidde tot fors lagere passagiersaantallen en ook de oorlog met Oekraïne leidde tot een aanzienlijke verslechtering van de resultaten. In de figuur hieronder staan de belangrijkste financiële gegevens en het aantal vervoerde passagiers. De winst in 2024 kwam met name door veel lagere verliezen op wisselkoersveranderingen, bedrijfsmatig ging het Aeroflot slechter af want het bedrijfsresultaat halveerde ten opzichte van 2023.
| Jaar | Omzet       | Netto- resultaat | Aantal vervoerde passagiers | Idem Aeroflot |
| Jaar | (× miljoen) | (× miljoen)      | Aantal vervoerde passagiers | Idem Aeroflot |
| ---- | ----------- | ---------------- | --------------------------- | ------------- |
| 2006 | $ 2992      | $ 258            | 8.700.000                   | -             |
| 2007 | $ 3808      | $ 313            | 10.200.000                  | -             |
| 2008 | $ 4603      | $ 24             | 11.600.000                  | -             |
| 2009 | $ 3346      | $ 86             | 11.062.000                  | -             |
| 2010 | $ 4319      | $ 253            | 14.070.000                  | -             |
| 2011 | $ 5378      | $ 491            | 16.391.300                  | -             |
| 2012 | $ 8138      | $ 166            | 27.417.700                  | 17.656.100    |
| 2013 | $ 9136      | $ 230            | 31.980.600                  | 20.902.400    |
| 2014 | $ 8323      | $ −446           | 34.700.000                  | 23.610.000    |
| 2015 | $ 6811      | $ −107           | 39.393.000                  | 26.111.700    |
| 2016 | $ 7513      | $ 663            | 43.440.000                  | 28.977.900    |
| 2017 | $ 9133      | $ −395           | 50.129.000                  | 32.845.200    |
| 2018 | $ 9752      | $ −91            | 55.710.000                  | 35.762.500    |
| 2019 | $ 10.316    | $ 209            | 60.719.000                  | 37.221.000    |
| 2020 | $ 4191      | $ −1709          | 30.157.000                  | 14.563.000    |
| 2021 | $ 6713      | $ −468           | 45.812.000                  | 21.416.000    |
| 2022 | $ 6034      | $ −735           | 40.690.000                  | 20.500.000    |
| 2023 | $ 7169      | $ −164           | 47.300.000                  | 25.200.000    |
| 2024 | $ 9255      | $ 594            | 55.289.000                  | -             |

## Vloot

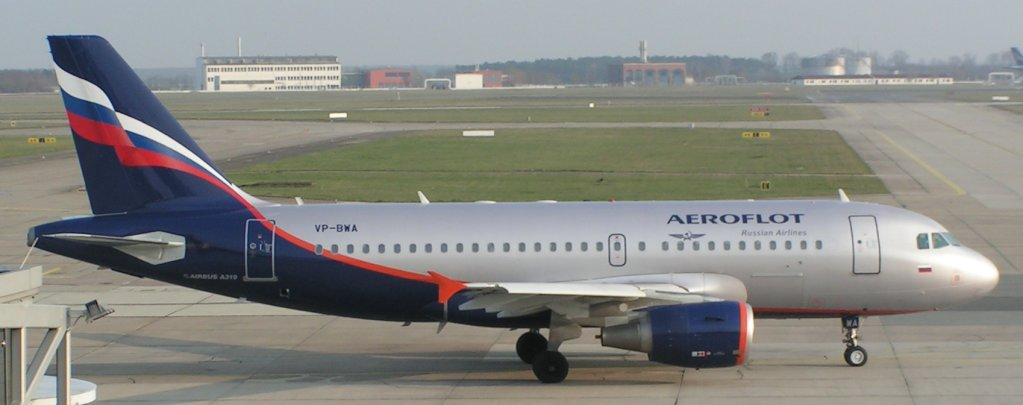
Een Airbus A319 van Aeroflot

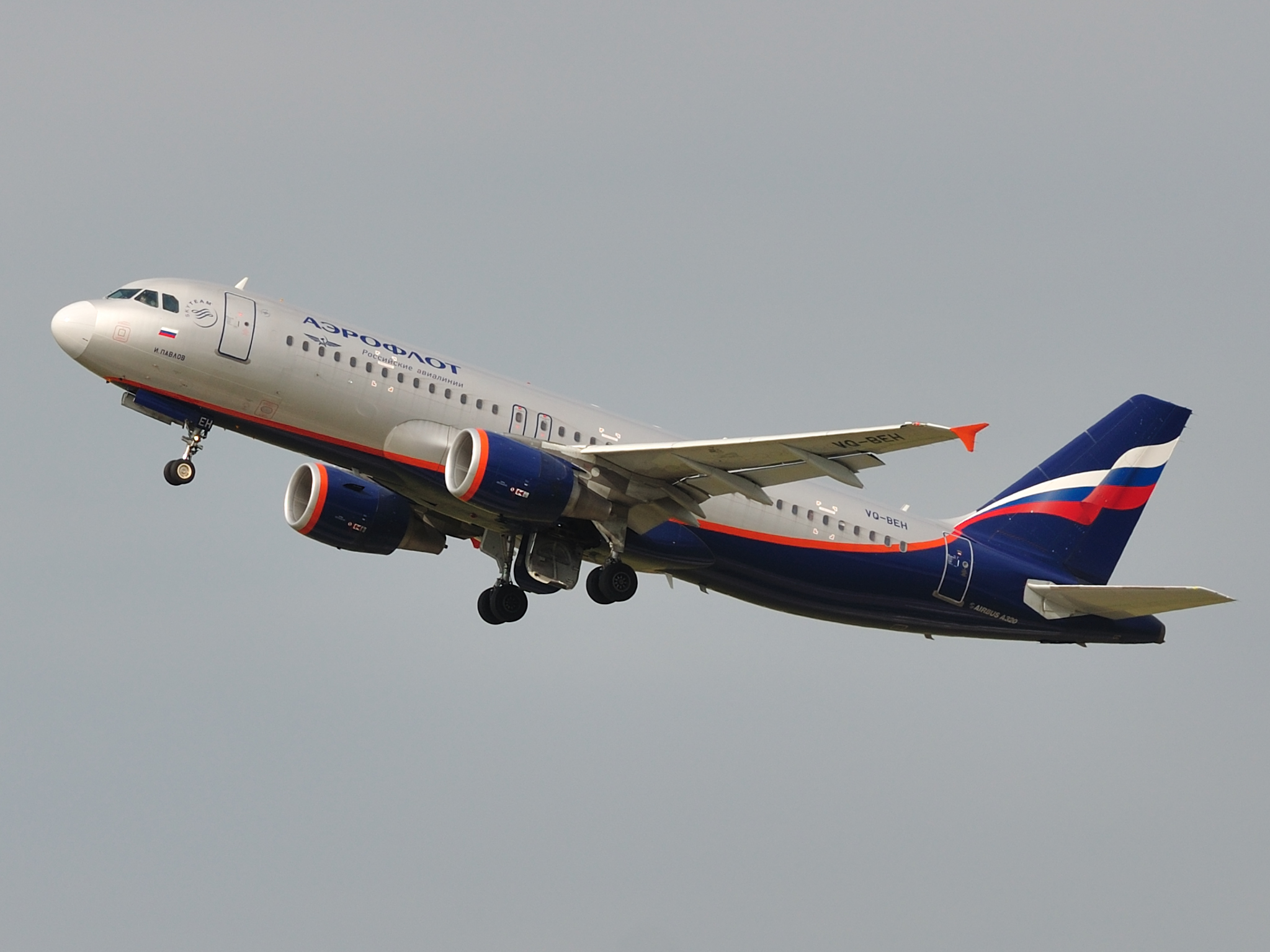
Aeroflot A320-214 VQ-BEH

In 2023 telde de groep Group in totaal 349 vliegtuigen, waarvan 171 bij Aeroflot. Alle vliegtuigen worden geleased bij Russische leasemaatschappijen en de Group heeft geen vliegtuigen in eigendom. De vloot is een mix van Boeing en Airbus toestellen, Rossiya is de enige van de drie maatschappijen binnen de Group die ook vliegt met het Russische Soechoj Superjet 100. De gemiddelde leeftijd van de hele vloot was 8,9 jaar per jaareinde 2023.
In 2014 bestond de vloot van Aeroflot uit vliegtuigen van westerse en Sovjet-Russische makelij:
| Type                    | Aantal | Bestellingen | Opties | Passagiers | Passagiers | Passagiers | Passagiers | Opmerkingen   |
| Type                    | Aantal | Bestellingen | Opties | B          | W          | E          | Totaal     | Opmerkingen   |
| ----------------------- | ------ | ------------ | ------ | ---------- | ---------- | ---------- | ---------- | ------------- |
| Airbus A319-100         | 7      | 1            | —      | 20         | —          | 96         | 116        |               |
| Airbus A320             | 63     | —            | —      | 20         | —          | 120        | 140        |               |
| Airbus A320             | 63     | —            | —      | 8          | —          | 150        | 158        |               |
| Airbus A321             | 26     | —            | —      | 28         | —          | 142        | 170        |               |
| Airbus A330-200         | 5      | —            | —      | 34         | —          | 207        | 241        |               |
| Airbus A330-300         | 17     | —            | —      | 34         | —          | 268        | 302        |               |
| Airbus A350-800         | —      | 18           | —      | n.n.b.     | n.n.b.     | n.n.b.     | n.n.b.     |               |
| Airbus A350-900         | 1      | 4            | —      | n.n.b.     | n.n.b.     | n.n.b.     | n.n.b.     |               |
| Boeing 737–700          | —      | 15           | —      | n.n.b.     | n.n.b.     | n.n.b.     | n.n.b.     | Verwachte EIS |
| Boeing 737–800          | 6      | 19           | —      | 20         | —          | 138        | 158        | Verwachte EIS |
| Boeing 737-900ER        | —      | 10           | —      | n.n.b.     | n.n.b.     | n.n.b.     | n.n.b.     | Verwachte EIS |
| Boeing 767-300ER        | 1      | —            | —      | 30         | —          | 185        | 215        |               |
| Boeing 767-300ER        | 1      | —            | —      | 30         | —          | 186        | 216        |               |
| Boeing 767-300ER        | 1      | —            | —      | 30         | —          | 192        | 222        |               |
| Boeing 777-300ER        | 10     | 6            | —      | 30         | 48         | 324        | 402        |               |
| Boeing 787–8            | —      | 22           | —      | n.n.b.     | n.n.b.     | n.n.b.     | n.n.b.     |               |
| Irkut MC-21             | —      | 50           | —      | n.n.b.     | n.n.b.     | n.n.b.     | n.n.b.     |               |
| Soechoj Superjet 100-95 | 10     | 17           | 10     | 12         | —          | 75         | 87         |               |
| Totaal                  | 145    | 162          | 10     |            |            |            |            |               |

### Speciale livery
Doordat Aeroflot lid is van de Skyteam alliantie, is er een aantal vliegtuigen omgespoten in het kleurenschema van de alliantie. Hieronder vallen onder andere de Airbus A330-300 VQ-BCQ en de Boeing 777-300 VQ-BQG.